# Robert Goddard
Robert Hutchings Goddard (5. října 1882 Worcester, Massachusetts, USA – 10. srpna 1945) byl americký inženýr a jeden ze zakladatelů raketové techniky. Během svého dospívání začal být fascinován všemi věcmi okolo pyrotechniky a nenechalo na sebe dlouho čekat a mladý Robert začal sám rozebírat, míchat směsi a vypouštět své vlastní pyrotechnické hračky, které měly až překvapivě dobré výsledky po stránce pohonných směsí.

## Mládí a vzdělání
Narodil se jako jediný syn manželů Goddardových, kteří vlastnili menší nožířský obchod. Od dětství byl domácím kutilem, experimentovat s elektřinou, s mycím práškem a hodiny sledoval líhnutí ptáků z vajec. V patnácti letech se pokoušel zkonstruovat vlastní balón a v šestnácti letech se snažil o vyrobení umělých diamantů.
Okolo šestnáctého roku se v jeho životě dostavil další malý podnět, který jej přivedl nejspíše k tomu, co během svého života bude dělat. V této době se mu do ruky dostala kniha legendárního sci-fi autora H. G. Wellse Válka světů. Po jejím přečtení začal snít o možnostech letů k jiným planetám a semínko myšlenky bylo zaseto. Roku 1902 se mu pak na South High School ve Worcesteru do rukou dostal článek Vesmírná navigace (The Navigation Of Space). Roku 1908 Goddard zakončil studium na Worcester Polytechnic Institute a rozhodl se jít studovat na Clark Univerzity ve Worcesteru, kde o tři roky později obdržel doktorát z fyziky a po skončení začal na univerzitě i vyučovat.

## První teorie
V roce 1912 dokončil svojí matematickou teorii raketových pohonů na tuhá paliva nezávisle na dalším skvělém odborníkovi K. E. Ciolkovském a podobně jako on došel ke stejným závěrům a tak se obrátil na další práci a to v podobě teorie kapalinových raket a motorů, od kterého si sliboval, že jednoho dne by mohl člověka dopravit až do vesmírného prostoru. Na rozdíl od motorů na tuhé palivo potřebovaly kapalné motory mnohem více přídavných zařízení, což postavilo před Goddarda mnoho nových výzev. Roku 1912 dokončuje Goddard matematickou teorii pro pohyb raket při úniku ze zemské přitažlivosti. Mezi lety 1914-1919 se stává asistentem fyziky na Clarkově univerzitě a od roku 1919 až do roku své smrti působí jako profesor fyziky. Je jen samozřejmostí, že jeho práce si nemohla nepovšimnout armáda, která projevila zájem o vojenské využití raket a poskytla tak mezi lety 1915 až 1923 zázemí pro Goddarda, který na oplátku vyvíjel rakety na tuhá (pevná) paliva pro americkou armádu. Jeho výzkum ve vojenské technice nebyl využit před koncem první světové války, ale našel využití ve válce následující, kdy se jeho objevy vrátily ve formě bazuky, efektivní pěchotní zbraně proti tankům. (Paradoxem se stalo, že Goddardovy práce použil pro tvorbu své rakety i Wernher von Braun, který sestrojil značně vylepšenou raketu A-4, která (obecně známá jako V-2) pak devastovala Evropu během válečných let a která pak pomohla dopravit Američany do vesmíru.)
V roce 1914 obdržel patenty US patent #1,103,503 a dřívější #1,102,653 na vícestupňové rakety a na motor na tekutá paliva, se kterými ale nezačal experimentovat dříve než roku 1915 respektive roku 1922. Do té doby se zaobírá myšlenkami okolo motorů na tuhá paliva a na stanovení rychlosti, která bude nutná pro opuštění naší Země.

## Publikace teorií
Roku 1919 publikoval svoji vědeckou práci pod názvem Metoda dosahování extrémních výšek (A Method for reaching Extreme Altitudes), myšlenky pro danou práci, ale vyslovuje již o deset let dříve. Jediným možným dopravním prostředkem pro dopravu do vesmíru je raketa poháněná kapalným kyslíkem a vodíkem. Jak už je zde napsáno, tak Robert Goddard není jen teoretik, ale snaží se své závěry dokázat i v praxi. Jeho snaha přináší první ovoce roku 1923, kdy se mu úspěšně daří v laboratorních podmínkách uskutečnit statickou zkoušku raketového motoru na kapalný kyslík a petrolej za pomoci čerpadel k dopravě pohonné složky do motoru. Podařilo se mu tak sladit přívod paliva do motoru s přívodem okysličovadla, což byl technicky velmi náročný problém, který se dlouho nedařilo uspokojivě vyřešit. Motor byl ale příliš malý, než aby mohl být skutečně použit pro raketu, ale měl nyní možnost použít tento malý „model“ pro sestavení většího motoru. Laboratorní testy skutečného motoru pro budoucí raketu proběhly 6. prosince 1925 na Clarkově univerzitě, když motor běžel po dobu 24 sekund.

## První starty

Dr. Robert Goddard při testu rakety na kapalné palivo v Auburn, Massachusetts

Roky 1925-1926 byly pro něj velice pracovně náročné, neboť stihl navrhnout, postavit a úspěšně otestovat první raketu na kapalné palivo na světě. Raketa nesla jméno „Nell“, vzhledově se moc nepodobala dnešním raketám, ale i tak se stalo, že 16. března 1926 se zažehl na 2,5 sekundy raketový motor na farmě jeho tety Effie poblíž Auburn, Massachusetts, který udělil raketě dostatek energie na to, aby se vynesla 12 (někde se dá objevit záznam 12,5 a jinde 17) metrů do výšky (okolo 41 stop pro milovníky amerických délkových jednotek) a s délkou letu 56 metrů při maximální rychlosti 97 km/h. Raketa měla hmotnost 2,72 kg a byla poháněna směsí benzínu a kapalného kyslíku. Experiment tak ukázal, že je možno použít motor na kapalná paliva pro souvislý let, ale motor byl ještě velmi vzdálen od možnosti prvního reálného využití. Goddard pracoval sám bez většího technického a inženýrského zázemí, což zpomalovalo jeho práci.
Druhý start rakety proběhl 3. dubna 1926 a byl úspěšnější než první, motor fungoval 4,2 sekundy a raketa se vznesla do výšky 15,24 metrů. Po tomto testu se Goddard rozhodl, že použitá raketa je příliš malá a tak se pustil do konstrukce větší a silnější rakety, což vyústilo 26. prosince 1928 ve třetí start vybudované nové rakety, která uletěla vzdálenost 62 metrů. Její start jej ale přivedl na další myšlenku, jelikož se potýkal s nestabilní dráhou letu u svých výtvorů.
Čtvrtý start své rakety připravil i po vědecké stránce a tak na svojí raketu umístil barometr, teploměr a aparát pro zaznamenávání dat z cesty rakety. Raketa tehdy dosáhla výšky 27 metrů a uletěla 52 metrů. Vědecké přístroje se pak snesly k zemi pomocí padáku. Jak již tomu osud chtěl, tento start se dostal do předního zájmu novinářů, jelikož ti se v prvním okamžiku domnívali, že do oblasti spadlo letadlo. Goddard se až později přihlásil ke svému experimentu, což mu přineslo značnou publicitu, ale hlavně následně i grant ve výši 50 000 dolarů. V prosinci roku 1929 nechal založit testovací střelnici v Camp Devens situovanou 25 mil od Worcesteru. Bylo zde provedeno 16 statických testů motoru, ale žádný raketový start.
Mezi lety 1929 - 1930 vyvinul a úspěšně odzkoušel systém gyroskopické stabilizace raket, což byl další krok k dosažení větší výšky a to okolo 600 metrů a o pět let později pak s vylepšenou raketou s účinnými gyroskopy přibližně 2285 metrů. Další testy byly prováděny na nově vzniklé raketové střelnici v Roswellu v Novém Mexiku, kterou se Goddard rozhodl založit na ranči, který koupil pro větší bezpečnost, jelikož jeho rakety začínaly létat stále výše a výše. Zde daleko od civilizace v poušti učinil americký inženýr mnoho ze svých největších objevů, ať již to byly zmiňované gyroskopy, padákový systém pro rakety (úspěšně použit prvně 13. října 1931), instalace vědeckých přístrojů pro pozorování počasí atd.

## Nová série startů
První raketový test na nové střelnici v Rooswellu proběhl 30. prosince 1930 za použití skoro 3,5 metrové rakety, která vážila bez paliva přes 15 kilogramů. Test byl velice úspěšný a raketa dosáhla výšky 609 metrů a maximální rychlost se pohybovala okolo 800 km/h. Následovaly pak další čtyři úspěšné starty raket. Grant od Guggenheima byl pozastaven v červnu 1932, vzhledem k probíhající ekonomické krizi v USA. Musel se proto vrátit na Clarkovu universitu jako profesor, kde za pomoci grantu od Smithsonian Institution mohl pokračovat aspoň v laboratorních testech motorů, ale vypouštění raket si již (zatím) nemohl dovolit. Ovšem v září 1933 obdržel novou podporu od nově založené Daniel and Florence Guggenheim Foundation, což mu umožnilo vrátit se do Nového Mexika a pokračovat v testování.
V roce 1934 začíná takzvané testování A-Series, které trvalo od září 1935 do října 1935 a představovalo novou sadu raketových motorů a kontrolování dráhy rakety pomocí gyroskopů. Během testování „A-Series“ bylo provedeno 14 startů a jedno statické testování motorů (sedm těchto startů skončilo nezdarem z různých příčin). Po ukončení testování „A-Series“ nastoupil nový nástupce a to v podobě K-Series, která testovala pouze statické fungování motorů a nedošlo k žádnému startu (během testování došlo ke zvětšení motoru, což mělo za následek zvětšení tahu). Následovala pak i L-Series, která byla rozdělena do tří částí A, B, C. Část A bylo statické testování motorů. Část B se zaobírala návratovým zařízením - padákem. Část C testovala různé pohonné směsi a start raket.
Roku 1936 vychází další jeho kniha, tentokráte pod názvem Vývoj kapalinové rakety (Liquid-propellant Rocket Development), která se zaobírá myšlenkami raket na kapalná paliva.

## Druhá světová válka
Po vypuknutí druhé světové války dovolil armádě nahlédnout do svých výzkumů a použít jeho výsledky pro vojenské účely. Armáda měla především zájem o rakety dlouhého doletu ze strategických potřeb. Dobře si uvědomoval, že pro další výzkum na poli raketových motorů budou potřeba obrovské prostředky, které neměla žádná soukromá osoba ani instituce, ale jenom vláda. Věřil tak, že poskytnutí svých dat je nutným krokem k cestě člověka do vesmíru.
Zemřel 10. srpna 1945 ve městě Baltimore ve Spojených státech. Na sklonku svého života byl Goddard uznáván jako geniální inženýr a experimentátor, který dokázal sestrojit rakety, které předběhly svou dobu o mnoho let. Během svého života si nechal Goddard patentovat přes 200 nápadů (uváděno 214 patentů), které pak našly další uplatnění v následujících letech.

## Sklonek života
Během své vědeckoinženýrské kariéry byl neustále vystaven výsměchu ze strany tisku pro svůj názor, že by rakety mohly být jednou použity pro lety na Měsíc, ale nenechal se od svých experimentů odradit za částečné podpory Smithsonova Institutu (Smithsonian Institution) a Charlese Lindbergha, kteří mu poskytli roku 1917 grant ve výši 5 000 dolarů, čímž odstartovali jeho „raketovou kariéru“. Zajisté k tomu i přispěl článek z roku 1921, v němž obhajoval a vysvětloval svojí práci na vývoji rakety schopné překonat meziplanetární vzdálenosti. Na tuto myšlenku nebyl tehdejší svět ještě plně připraven. Je jenom paradoxem, že v 60. letech dvacátého století byl člověk dopraven na Měsíc raketou na kapalné palivo, která byla postavena podle principů vyvinutých Goddardem.
Posmrtně byla vydána souhrnná publikace jeho práce v roce 1948 pod názvem Rocket Development: Liquid-Fuel Rocket Research, 1929-1941. Roku 1959 byl posmrtně vyznamenán Kongresem Spojených států a stal se prvním nositelem ceny Louis W. Hill Space Transportation Award, kterou vydával nově založený Institute of Aeronautical Science. 1. května téhož roku NASA pojmenovala po Goddardovi vesmírné centrum v Greenbeltu, Maryland, USA a o rok později pak dostal i ocenění Langley Medal od Smithsonian Institution. Roku 1960 odsouhlasila také americká vláda, že bude platit Goddardově vdově ročně 1 milión dolarů za využívání patentů jejího muže, kterých nahlásil za svého života 214.
Robert Goddard se stal spoluzakladatelem moderní kosmonautiky a pomohl vyslat člověka do vesmíru…